# Gianfranco Chiarini
Gianfranco Chiarini (ur. 8 stycznia 1966 w Ferrarze) – włoski szef kuchni. Jego styl to włoska „nouvelle fusion cuisine”. W trakcie swojej kariery pracował w restauracjach Michelin, w luksusowych hotelach i na statkach pasażerskich, a także jako doradca kulinarny oraz inżynier technologii żywności przy pracach badawczo-rozwojowych (R&D) dla międzynarodowych producentów żywności.

## Młodość
Gianfranco Chiarini urodził się w Ferrarze, we Włoszech, w rodzinie o korzeniach włosko-kolumbijskich i wychował się w wielokulturowym środowisku między Włochami, Wenezuelą i Stanami Zjednoczonymi. Jego ojciec Luciano Chiarini Toselli był specjalistą od reklamy i marketingu, a matka Leonor Gonzales de Chiarini – dekoratorką wnętrz.

## Życie prywatne
7 września 2010 roku Chiarini poślubił Annę Kingę Jarosławską, teraz Annę Chiarini, urodzoną w Słupsku, absolwentkę Uniwersytetu w Hamburgu na kierunkach medioznawstwa i literatury włoskiej. Obecnie mieszkają w Ferrarze.

## Kariera muzyczna
Od wczesnych lat Chiarini zajmował się muzyką. Najpierw grał muzykę rockową w pubach i w klubach nocnych, oraz występował jako support dla słynnych grup rockowych. Potem był wokalistą w zespole salsy Barranco Mix. Grupa występowała m.in. podczas Johnny Canales Show w Corpus Christi w Teksasie, razem z Królową Tejano, Seleną oraz zespołem, rockowym Maná. Barranco byli również jedną z gwiazd muzycznego festiwalu Feria de Cali w Kolumbii, który gości wiele osobistości ze świata salsy. Chiarini był głównym wokalistą grupy w latach 1993-1996, po czym postanowił kontynuować swoją karierę kulinarną.

## Początki kariery kucharskiej
W 1986 roku Chiarini zapisał się do – nieistniejącego już – Instituto de Alta Gastronomia de Caracas w Wenezueli. Oprócz nauki Chiarini zdobywał doświadczenie pracując w restauracjach.
W 1996 roku Chiarini powrócił do Stanów Zjednoczonych i zapisał się na Pittsburgh Culinary Institute. Również podczas tych studiów kulinarnych zdobywał doświadczenie pracując w restauracjach. Po ukończeniu i zdobyciu dyplomu na Pittsburgh Culinary Institute wyjechał do Francji, aby rozpocząć naukę na Le Cordon Bleu Paris. W trakcie studiów w Paryżu pracował pod nadzorem mistrzów, jak Alain Dutournier, szef kuchni i właściciel Carré des Feuillants. Potem w Rzymie doskonalił swoje umiejętności w Restauracji La Pergola razem z szefem Heinz Beck. W swoim rodzinnym mieście Ferrarze pracował m.in. w restauracjach Antichi Sapori i Hostaria Savonarola. Potem przeprowadził się do Niemiec, gdzie prowadził kuchnię m.in. w restauracji Pirsch Mühle niedaleko Hamburga.

## Profesjonalna kariera kucharska
W 2000 roku Chiarini wyjechał na Bliski Wschód, gdzie przejął pozycję doradcy kulinarnego w Intercontinental Hotels, w Omanie, a także dla Al Bustan Palace i Shangri-La Hotels. Następnie przeniósł się do Bahrajnu, gdzie kreował kulinarne koncepty dla hoteli Mövenpick i Marriott. W Kuwejcie był Executive Chef dla Courtyard Deluxe Edition hoteli Marriott, gdzie otworzył restaurację Il Forno z kuchnią północnowłoską oraz zorganizował dwa Chaines des Rotisseurs. Podczas pobytu w Kuwejcie był również prywatnym szefem kuchni dla emira Dżabir Al-Ahmad Al-Dżabir As-Sabah oraz jego rodziny. Był również szefem kuchni w telewizji Al Rai TV, która wyemitowała ponad 50 odcinków z jego udziałem.
Chiarini pracował w wielu krajach europejskich, m.in. w Hiszpanii, Wielkiej Brytanii i Irlandii, jak również w Afryce, Azji, Australii, Nowej Zelandii i Oceanii. W Afryce Chiarini pracował dla sieci hoteli Starwood w Sheraton Luxury Collection w Addis Abebie w Etiopii. W Etiopii Chiarini gościł byłego prezydenta Stanów Zjednoczonych, prezydenta Izraela Szimona Peresa, prezydentów Unii Afrykańskiej (AU) oraz byłego prezydenta Egiptu Hosniego Mubaraka.
Swój czas w Azji spędził na studiowaniu kultury i kulinariów krajów takich jak Chiny, Korea, Kambodża, Wietnam, Tajlandia, Malezja, Singapur i Filipiny oraz rozwijał i doskonalił swój kulinarny styl.
W 2009 roku Chiarini został mianowany dyrektorem kulinarnym na Europę, Bliski Wschód i Afrykę (EMEA) jednego z największych producentów skrobi na świecie. Chociaż opuścił firmę w 2011, wciąż pozostaje ich głównym doradcą kulinarnym na regiony EMEA.
W 2010 roku Chiarini wydał swoją pierwszą książkę kucharską „The New Renaissance of Italian Fusion Cuisine 1.0” (The Emerald Book). Australijski autorytet enologiczny i kulinarny VisitVineyards.com, umieścił ją na pierwszym miejscu spośród 12 najlepszych książek kucharskich na rok 2010-2011 ex aequo.
W styczniu 2011 roku Chiarini pojawił się jako gość specjalny w ekskluzywnym magazynie 8 (Thamāniya) z Arabii Saudyjskiej.
W maju 2011 Chiarini został zaproszony na jedno z najważniejszych wydarzeń kulinarnych i enologicznych “Kayra Terra Wines and Food Festival” w Stambule, w Turcji. Na galę towarzyszącą temu festiwalowi przygotował ekskluzywne siedmiodaniowe menu. Podczas pobytu w Stambule udzielił wywiadu na prawach wyłączności dla Turkish CNN przeprowadzonego przez reporterkę Pınar Esen.
4 czerwca 2011 roku Chairini otworzył pierwszą ekskluzywną włoską restaurację Casa Toscana w Kalkucie, w Indiach.
W październiku 2011 Chiarini opublikował książkę Ferrara the Hidden Culinary Jewel, w której przedstawił historię kuchni Ferrary od czasów średniowiecznych oraz zaprezentował typowe, a także już zapomniane przepisy i smaki z tego regionu.
W listopadzie 2011 wydał drugą część trylogii zatytułowaną The New Renaissance of Italian Fusion Cuisine 2.0 (The Pearl Book). Celem trylogii jest połączenie włoskich przepisów z kuchnią światową. Chiarini proponuje renesans kuchni włoskiej, tworząc nowe dania, ale pozostawiając klasyki kuchni włoskiej nietkniętymi. The Pearl została nominowana jako jeden z możliwych zwycięzców Gourmand World Cookbook Awards na rok 2011, przyznawanych corocznie w Paryżu.
W 2011 roku Gianfranco Chiarini pracował również jako doradca kulinarny dla azjatyckiej sieci Ka Hospitality, która ma wyłączność na prowadzenie Hakkasan i Yauatcha, jednych z pierwszych ekskluzywnych restauracji w Mumbaju w Indiach.
Obecnie Chiarini jest zaangażowany w wiele projektów kulinarnych we Włoszech i w Europie.

## Publikacje
- The New Renaissance of Italian Fusion Cuisine 1.0 – pierwsza część trylogii (listopad 2010)
- Ferrara the Hidden Culinary Jewel - Ferrara Il Gioiello Culinario Nascosto – wydania: w języku angielskim i włoskim (wrzesień 2011); w języku malajskim i włoskim (wrzesień 2011); w języku japońskim i włoskim (wrzesień 2011); w języku rosyjskim i włoskim (wrzesień 2011)
- The New Renaissance of Italian Fusion Cuisine 2.0 The Pearl Book - druga część trylogii (listopad 2011)